# Jobsuchmaschine
Eine Jobsuchmaschine ist eine eigenständige Plattform im Internet, die Verlinkungen zu online gelisteten Stellenangeboten enthält.
Karriere- und Unternehmensseiten sowie Online-Jobbörsen werden mit Hilfe eines Jobanzeigen-Crawlers systematisch abgesucht. Die gefundenen Jobs werden auf der Jobsuchmaschinen-Plattform kategorisiert, rubriziert, gelistet und im Jobsuchmaschinen-Index gesammelt. Die Stellenangebote können in der Folge mit Hilfe von Verlinkungen auf die Quellseiten online abgefragt werden.

## Suchfunktionen
Jobsuchmaschinen ermöglichen die gezielte Suche nach Kategorien wie Beruf oder Tätigkeit, Branche, Arbeitgeber oder Arbeitsort. Zu diesem Zweck werden Stellenangebote komplexen semantischen Analysen unterzogen  und die ermittelten relevanten Informationen anschließend im Jobsuchmaschinen-Index gespeichert.

## Abgrenzung von Jobbörsen, Jobportalen

### Jobbörse
Eine Jobbörse ist ein Online-Stellenmarkt, auf dem Stellenangebote und/oder -gesuche angezeigt werden, bei denen es sich im Gegensatz zur Jobsuchmaschine um originäre Einträge handelt. Auf einer Jobbörse werden Stellenangebote verschiedener Unternehmen bzw. Stellengesuche mehrerer Bewerber zur Verfügung gestellt. Die Jobbörse dient somit genauso wie die Jobsuchmaschine zur Personal- bzw. Jobsuche im Internet, die Einträge werden jedoch anders als bei Jobsuchmaschinen nicht durch Verlinkungen auf ursprüngliche Webadressen zugänglich gemacht, sondern vom Betreiber der Jobbörse entgegengenommen und publiziert.   Jobsuchmaschinen haben den deutlichen Vorteil, dass sie nicht nur kostenpflichtige Stellenanzeigen wiedergeben. Dadurch wird eine möglichst umfassende Marktübersicht angestrebt.

### Jobportal
Jobportal ist die übergeordnete Gattung für Online-Stellenmärkte. Sowohl Jobbörsen als auch Jobsuchmaschinen fallen unter diesen Begriff.